# Giovan Filippo Terzi Guerrieri

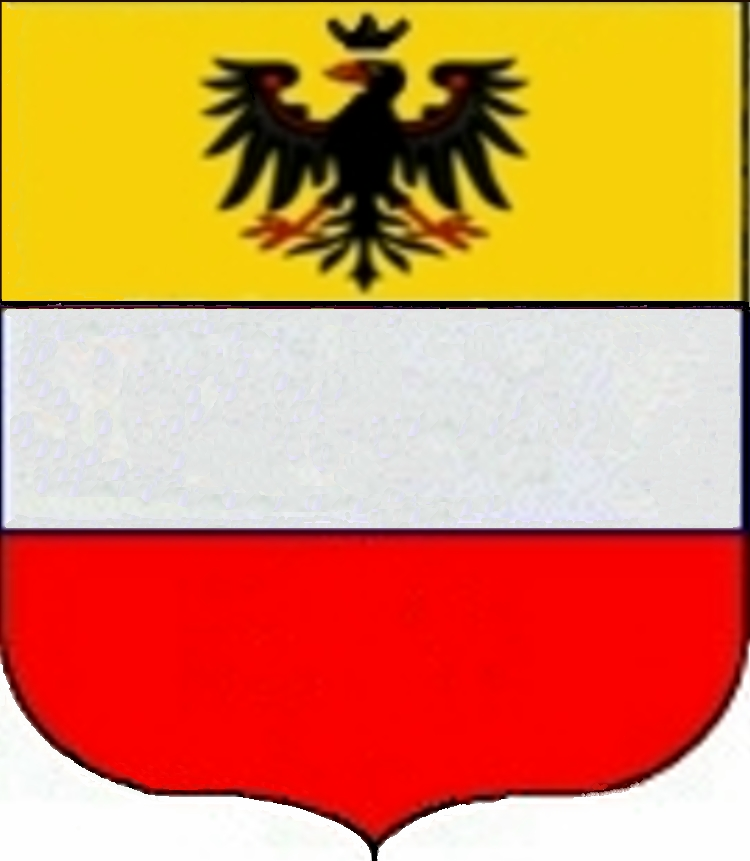
Stemma Terzi di Parma.

Stemma Guerrieri di Fermo.

Giovan Filippo Terzi Guerrieri (... – 1453) è stato un politico e condottiero italiano.

## Biografia
Appartenente alla nobile famiglia dei Terzi di Parma, era figlio di Giacomo Terzi e nipote di Ottobuono.
Verso il 1431 fu podestà ad Osimo ed assunse il nuovo cognome di Guerrieri, diventando il capostipite dei Guerrieri di Fermo. Giureconsulto come il padre, seppe destreggiarsi anche nel mestiere delle armi. Nel 1445 combatté a fianco del cugino Niccolò Terzi "il Guerriero", riuscendo a liberare Fermo dall'occupazione di Alessandro Sforza. Nel 1453 fu podestà di Norcia.

## Discendenza
Giovan Filippo sposò Andreana Verrieri di Sant’Elpidio, signora del Castellano e della Valle ed ebbe cinque figli:
- Apollonio, ambasciatore
- Giacomo, uomo d'armi,  i cui discendenti diedero vita alla famiglia Guerrieri, ramo del contado fermano.
- Giovanni Battista, uomo d'armi
- Giovan Filippo
- Giovanni Francesco (1440-?), i cui discendenti diedero vita alla famiglia Guerrieri Gonzaga, uomini di fiducia dei Gonzaga di Mantova